# Pachyleuctra bertrandi
Pachyleuctra bertrandi is een steenvlieg uit de familie naaldsteenvliegen (Leuctridae). De wetenschappelijke naam van de soort is voor het eerst geldig gepubliceerd in 1952 door Aubert.